# Coupe d'Angleterre de football 1894-1895
Navigation
Coupe d'Angleterre 1893-1894 Coupe d'Angleterre 1895-1896
La Coupe d'Angleterre de football 1894-1895 est la 24e édition de la Coupe d'Angleterre de football. 
La finale se joue le 20 avril 1895 à Crystal Palace à Londres entre le Aston Villa et West Bromwich Albion. Aston Villa remporte son deuxième titre en battant West Bromwich 1 à 0.

## Compétition

### Quarts de finale
Les quarts de finale ont lieu le 2 mars 1895.
| Équipe 1             | Résultat | Équipe 2                |
| -------------------- | -------- | ----------------------- |
| Aston Villa          | 6 – 2    | Nottingham Forest       |
| The Wednesday        | 2 - 0    | Everton                 |
| West Bromwich Albion | 1 - 0    | Wolverhampton Wanderers |
| Sunderland           | 2 - 1    | Bolton Wanderers        |

### Demi-finales
Les demi finales ont lieu le 16 mars 1895.
| Équipe 1             | Résultat | Équipe 2      |
| -------------------- | -------- | ------------- |
| Aston Villa          | 2 – 1    | Sunderland    |
| West Bromwich Albion | 2 - 0    | The Wednesday |

### Finale
| Finale de la Coupe d'Angleterre 1894-1895 | Aston Villa | 1 – 0   | West Bromwich Albion | Crystal Palace à Londres |                      |
| 20 avril 1895                             |             | (1 – 0) |                      | Spectateurs : 42 560     | Spectateurs : 42 560 |